# Henricksonia
Henricksonia es un género monotípico de plantas fanerógamas perteneciente a la familia de las asteráceas. Su única especie Henricksonia mexicana es originaria de Norteamérica.

## Distribución
Se encuentra en  México.

## Taxonomía
Henricksonia mexicana fue descrita por  Billie Lee Turner   y publicado en American Journal of Botany 64(1): 78–80, f. 1–8. 1977.